# 남대구초등학교
남대구초등학교는 대한민국 대구광역시 남구에 있는 초등학교이다.

## 학교 연혁
- 1981-11-03 대구남대구국민학교 설립인가
- 1983-03-02 대구남대구국민학교 개교(13학급 편성)
- 1983-07-01 남대구국민학교로 교명 변경
- 1986-02-28 제1회 졸업 255명
- 1989-03-01 교육방송 시범학교 운영(시지정)
- 1996-03-01 남대구초등학교 교명변경
- 1998-03-01 특수학급 설치(1학급)
- 2005-07-12 남대구「글벗」도서관 개관
- 2006-08-31 제1회 창의성교육우수학교 인증제 최우수 학교 지정
- 2006-03-01 대구광역시교육청지정 창의성교육정책연구학교(1기)
- 2007-12-31전국 100대 교육과정 최우수교 선정
- 2007-07-20  대구광역시교육청 지정 창의성정책연구학교 보고회(1기)
- 2008-03-01  대구광역시교육청지정 창의성교육정책연구학교정(2기)
- 2008-09-01  남대구 역사관 및 갤러리 개관
- 2008-10-16  남대구 문화관 개관
- 2009-01-29 돌봄교실 완공(햇살방)
- 2009-03-01 대구광역시교육청 초등 자율학교 지정
- 2009-03-01 돌봄교실 운영
- 2009-10-28 대구광역시교육청 지정 창의성정책연구학교 보고회(2기)
- 2010-03-01 대구광역시교육청지정 창의성교육정책연구학교(3기)
- 2011-01-04 대구광역시교육청 지정 창의성정책연구학교 보고회(3기)
- 2011-02-17   창의적 체험활동 선도학교 운영
- 2011-06-07 리더쉽교육활동중점학교 및 학부모교육 거점학교 운영
- 2011-11-28 대구광역시교육청 학교평가 우수교 지정
- 2011-12-21 창의성 교육 우수교 표창(교육감)
- 2012-03-01 대구광역시교육청 지정 자율학교
- 2012-03-01 교육과학기술부 요청 대구광역시교육청 지정 창의*인성 모델학교
- 2012-03-01 대구광역시교육청 지정 초등 영어교육 리더 학교
- 2012-03-01 제14대 안중렬 초빙 교장 부임
- 2012-06-30 학교스포츠클럽 (프리테니스) 3위
- 2012-11-30 2012학교평가 장려
- 2012-11-30 창의*인성모델학교 최우수교 선정(교육과학기술부장관)
- 2012-12-31 교육복지우선지원사업 우수교(교육감)
- 2012-12-31 특색 있는 학교 경영 우수교(교육감)
- 2012-12-31 교육복지우선지원사업 우수교(교육감)
- 2013-02-15 제28회 졸업식(졸업생 수 56명, 총 졸업생 4179명
- 2013-03-01 13학급 편성(특수 1), 유치원(종일반 운영)
- 2013-04-08  대구광역시교육청지정 행복학교
- 2013-12-23 학교 평생학습관 운영 우수교(교육감)
- 2013-12-31 전국 100대 교육과정 최우수교 선정(교육부장관)
- 2014-03-01  13학급 편성(특수1),유치원(종일반운영)
- 2014-06-30 학교폭력 제로 학교(3년연속)
- 2014-10-20 2014.대한민국 행복학교 박람회 기여학교(교육부장관)
- 2015-02-13 제30회 졸업식(졸업생 수 41명,총 졸업생 4267명)
- 2015-03-01 13학급 편성(특수1),유치원(종일반 운영)
- 2015-10-22 대한민국행복학교 박람회 기여(교육부장관)
- 2015-12-21 학교폭력 없는 행복학교-상반기.하반기 (교육감)
- 2015-12-31 행복학교 우수교(교육감)
- 2015-12-31 청렴도향상의지평가 최우수교(교육감)

- 2016-12-31학교폭력 제로 학교
- 2016-12-302016.대구교육연수원 교육과정 문해력 원격연수 콘텐츠 개발(국어,도덕,사회,과학)
- 2016-12-302016 남부 교육활동 유공학교 표창(교육창,장학활동)
- 2016-12-29장학활동 표창(대구광역시남부교육지원청교육장)
- 2016-12-20청렴도향상 의지평가 최우수교(교육감)
- 2016-12-19교육복지우선지원사업 우수교(교육감)
- 2016-11-24대구광역시교육청 연구학교.행복학교 박람회 기여
- 2016-11-02대구광역시 PBL 수업모델 개발 공개
- 2016-03-0113학급 편성(특수1)
- 2016-03-01제15대 안영자 초빙 교장 부임
- 2016-02-04제31회졸업식(졸업생49명, 총졸업생 4316명)

- 2017-12-08대구광역시 교육과정 최우수학교 표창(교육감)
- 2017-11-01대구광역시교육청 대구행복학교 페스티벌 기여
- 2017-10-31100대교육과정보고서 대구시교육감표창
- 2017-09-20PBL학습 모델개발 및 일반화 자료발간,대외 수업 공개
- 2017-07-20과정중심평가 대외 워크숍
- 2017-05-11교육청지정행복밥상 우수교 선정
- 2017-03-0112학급 편성(특수1)
- 2017-03-01대구광역시교육청 지정 교육과정 특화형 모델학교
- 2017-02-15제32회 졸업식(졸업생36명,총졸업생4352명)
- 2017-02-06제15차 네팔 휴먼스쿨 건립 후원-사랑나눔동전모으기

- 2018-12-31대구광역시 교육활동 유공학교(교육감)
- 2018-12-26팔공수련과정 야영형 우수교(교육감)
- 2018-12-20청렴도 향상 의지평가 최우수학교(교육감)
- 2018-08-01남대구 글벗도서관 환경개선
- 2018-03-01대구광역시교육청 지정 평가 선도학교
- 2018-03-0110학급 편성(특수1)
- 2018-02-26프로젝트학습 연구실 정비
- 2018-02-09제33회 졸업식(졸업생 29명,총 졸업생 4,381명)
- 2018-01-18전국 100대 교육과정 최우수학교(교육부장관)

- 2019-03-04제 35회 입학식
- 2019-03-019학급 편성(특수1)
- 2019-02-22투시형 학교 담장공사 완료
- 2019-02-15남대구 강당 개관
- 2019-01-09제34회 졸업식(졸업생 수 28명, 총 졸업생 4,409명)

- 2020-11-122020학년도 온라인 개학 및 원격수업 우수교 표창(교육부장관)
- 2020-07-22온·오프라인 병행 프로젝트 수업 사례 발표회(유튜브 생방송)
- 2020-04-20제36회 입학식
- 2020-03-01대구광역시교육청 지정 미래역량 선도학교
- 2020-03-018학급 편성(특수 1)
- 2020-03-01제16대 구영미 초빙 교장 부임
- 2020-02-11제35회 졸업식(졸업생수 32명, 총졸업생 4,441명)

- 2021-03-02제37회 입학식
- 2021-03-01대구광역시교육청 지정 학생주도수업 선도학교
- 2021-03-019학급 편성(특수 1)
- 2021-02-10제36회 졸업식(졸업생 수 22명, 총 졸업생 4,463명)
- 2021-01-11학교 내․외부 도장 공사 완료